# 鶴見酒造
鶴見酒造株式会社（つるみしゅぞう）は、愛知県津島市に本社および工場を置く、清酒を製造・販売する日本酒の蔵元。
代表銘柄は「我山（がざん）」「山荘（さんそう）」「神鶴（かみつる）」がある。

## 歴史
鶴見酒造がある愛知県津島市百町のあたりは、かつて神守村と呼ばれ佐屋街道の宿場町「神守宿」を中心とした村であった。
鶴見酒造では、神守村の鶴見さんが造ったお酒という事で、「神守鶴（かもりつる）」との銘柄で販売していたが、銘柄を省略して今も販売している「神鶴（かみつる）」となった。
2020年から銘柄に「我山（がざん）」の販売を開始。

## 受賞歴
- 1994年 独立行政法人 酒類総合研究所が主催する全国新酒鑑評会で「神鶴 心」が金賞を受賞
- 2021年 KuraMaster純米大吟醸酒部門にて「純米大吟醸 我山」が金賞を受賞
- 2021年 IWC（インターナショナル ワイン チャレンジ）「SAKE 部門」純米大吟醸の部にて「我山」がゴールドメダルを受賞
- 2022年 独立行政法人 酒類総合研究所が主催する全国新酒鑑評会で「大吟醸 我山」が金賞を受賞
- 2022年 KuraMaster純米大吟醸酒部門にて「我山」が金賞を受賞
- 2023年 独立行政法人 酒類総合研究所が主催する全国新酒鑑評会で「大吟醸 我山」が金賞を受賞
- 2023年 愛知県新酒品評会 純米吟醸の部にて「我山」が愛知県知事賞を受賞
- 2023年 KuraMaster純米大吟醸酒部門にて「我山」が金賞を受賞
- 2023年 全米日本酒歓評会 大吟醸A部門にて「山荘」がグランプリを受賞

## アクセス
- 鉄道

近鉄名古屋線 近鉄蟹江駅からタクシーで10分
- バス

名鉄バスセンター3F - 岩塚・百町経由津島行き（約45分） - 百町下車 徒歩5分